# 한국차박물관
한국 차 박물관은 전라남도 보성군 소재의 박물관이다.

## 연혁
- 2010년 9월 11일 개관.

## 시설 현황
- 5층: 전망대
- 3층: 차 생활실
- 2층: 차 역사실
- 1층: 차 문화실

## 관람 안내
관람 시간
- 동절기(11월 ~ 이듬해 2월): 오전 10시부터 오후 5시
- 하절기(3월 ~ 10월): 오전 10시 ~ 오후 6시
- 관람권 발권 종료시간: 관람종료 30분전까지

휴관일
- 1월 1일
- 매주 월요일(단, 월요일이 공휴일일 때에는 공휴일 다음의 첫 번째 평일)
- 설 당일 및 추석 당일